# 기라요시다역
기라요시다역(일본어: 吉良吉田駅)은 일본 아이치현 니시오시에 위치한 나고야 철도의 철도역이다. 니시오선과 가마고리선의 기.종점 역할을 하는 것 뿐만 아니라, 역 번호는 GN 13이며, 3면 3선의 구조를 갖춘 복합 승강장을 갖춘 지상역이다.

## 타는 곳
| 1     | (구. 미카와 선) | (구. 미카와 선)               |
| 2     | ■ 가마고리선    | 가마고리 방면                 |
| 3 · 4 | ■ 니시오선      | 니시오 · 신안조 · 나고야 방면 |

## 이용 현황
| 연도 | 1일 평균 승차 인원 |
| ---- | ------------------ |
| 2006 | 1,153              |
| 2007 | 1,194              |
| 2008 | 1,235              |
| 2009 | 1,268              |
| 2010 | 1,308              |

## 역 주변
- 국도 제247호선
- 니시오 시청 요시다 지소

## 인접 역
| 나고야 철도 니시오선           | 나고야 철도 니시오선 | 나고야 철도 니시오선           |
| ------------------------------ | -------------------- | ------------------------------ |
| GN 12 가미요코스카 신안조 방면 | ■ 니시오선           | 시·종착역                      |
| 나고야 철도 가마고리선         |                      |                                |
| 시·종착역                      | ■ 가마고리선         | 미카와토바 GN 14 가마고리 방면 |